# 1965年至1966年英格蘭足總盃
1965/66球季英格蘭足總盃（英語：FA Cup），是第85屆英格蘭足總盃，今屆賽事的冠軍是愛華頓，他們在決賽以3:2擊敗錫周三，奪得冠軍。本屆賽事繼續在舊溫布萊球場舉行。
愛華頓第三次贏得足總盃冠軍。

## 外部連結
1. 英格蘭足總盃官網Archive-It的存檔，存档日期2012-04-24
2. 英格蘭足總盃 歷屆冠軍（页面存档备份，存于）